# Parque nacional de Tat Mok
El Parque nacional de Tat Mok (en tailandés, อุทยานแห่งชาติตาดหมอก) es un área protegida del norte de Tailandia, en la provincia de Phetchabun. Tiene una extensión de 290 kilómetros cuadrados. Fue declarado parque nacional en diciembre del año 1998.
Cuenta con una enorme y bella cascada, la cascada de Tat Mok, que se alimenta de corrientes que fluyen entre las grietas de las montañas; tiene un solo nivel y una caída de 200-300 metros.